# Lophocampa nimbifacta
Lophocampa nimbifacta là một loài bướm đêm thuộc phân họ Arctiinae, họ Erebidae.